# Triefenstein
Triefenstein is een gemeente met marktrecht in de Duitse deelstaat Beieren, ze maakt deel uit van het Landkreis Main-Spessart.
Triefenstein telt 4.360 inwoners. De hoofdplaats is Lengfurt.

## Indeling
Triefenstein kent vier districten (Ortsteile) waarin in totaal vijf plaatsen liggen:

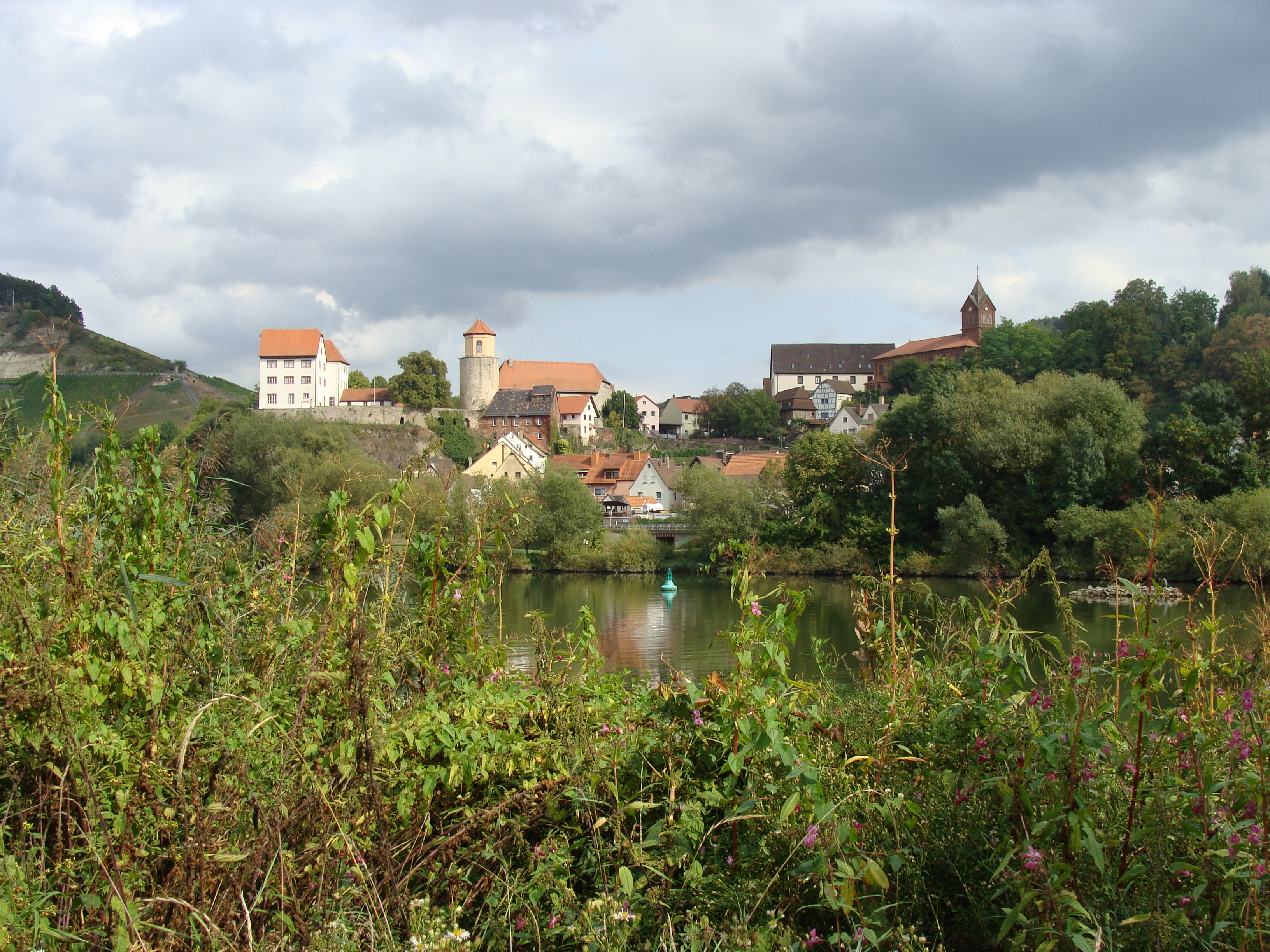
Homburg am Main
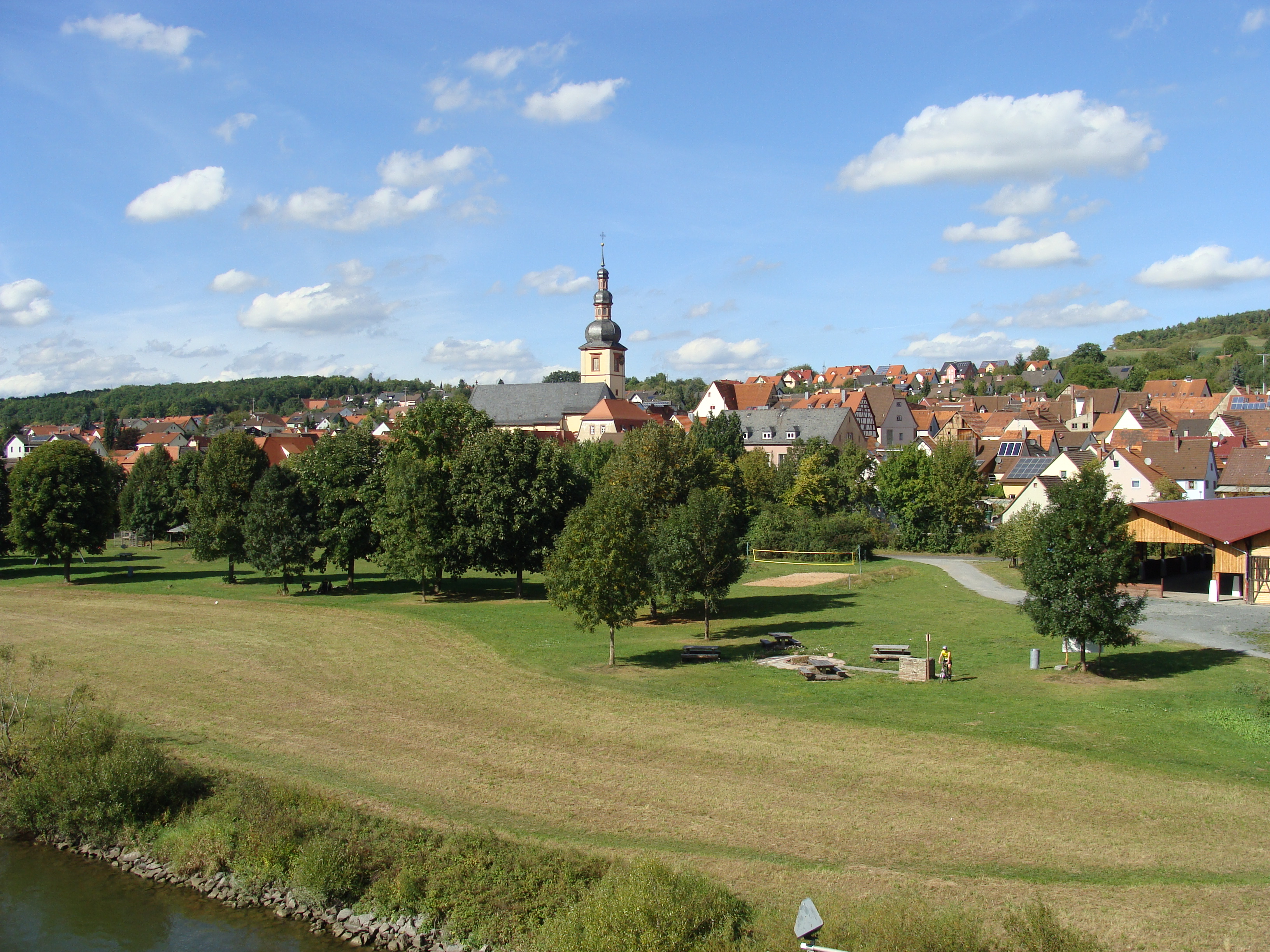
Lengfurt
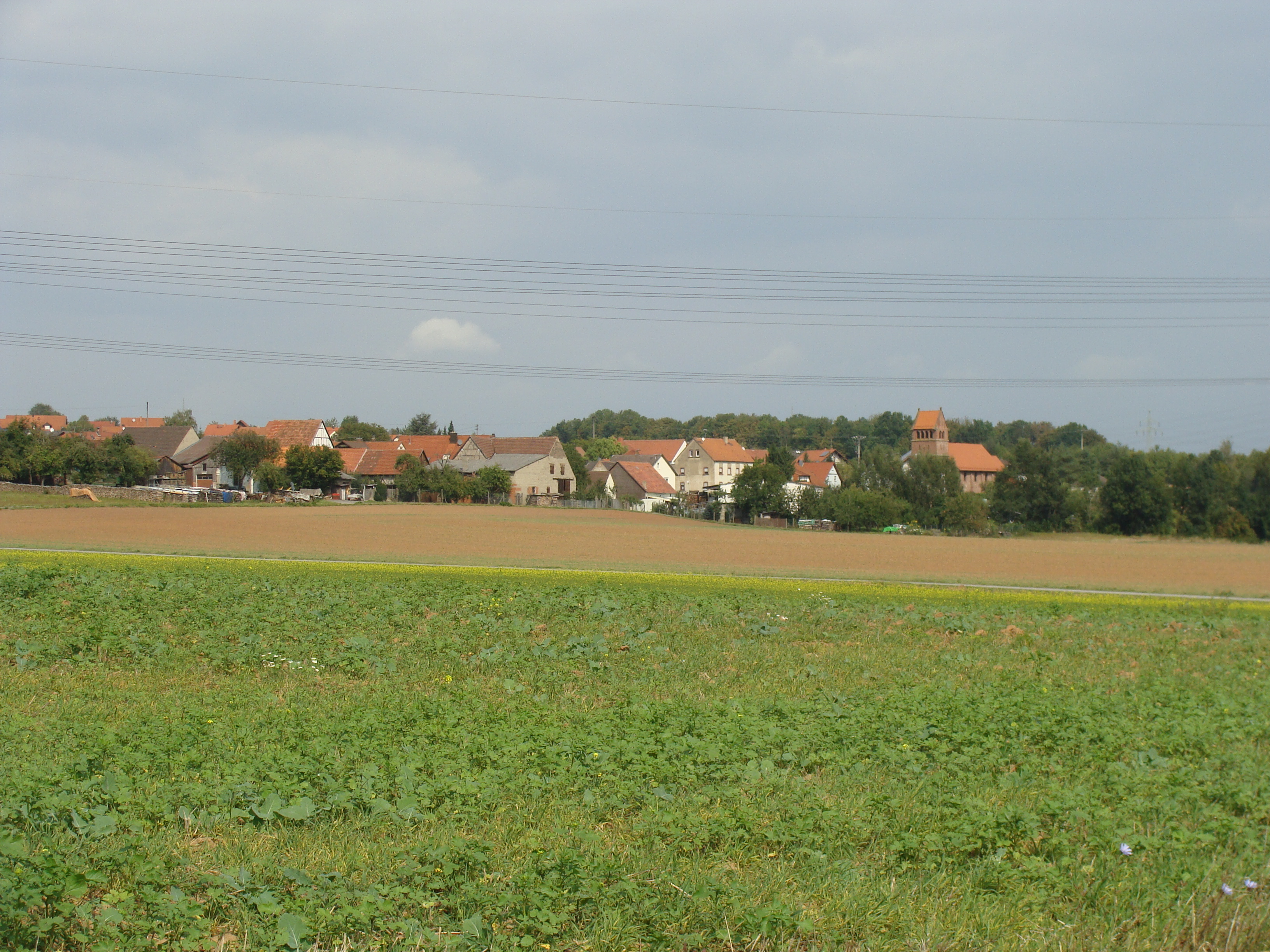
Rettersheim
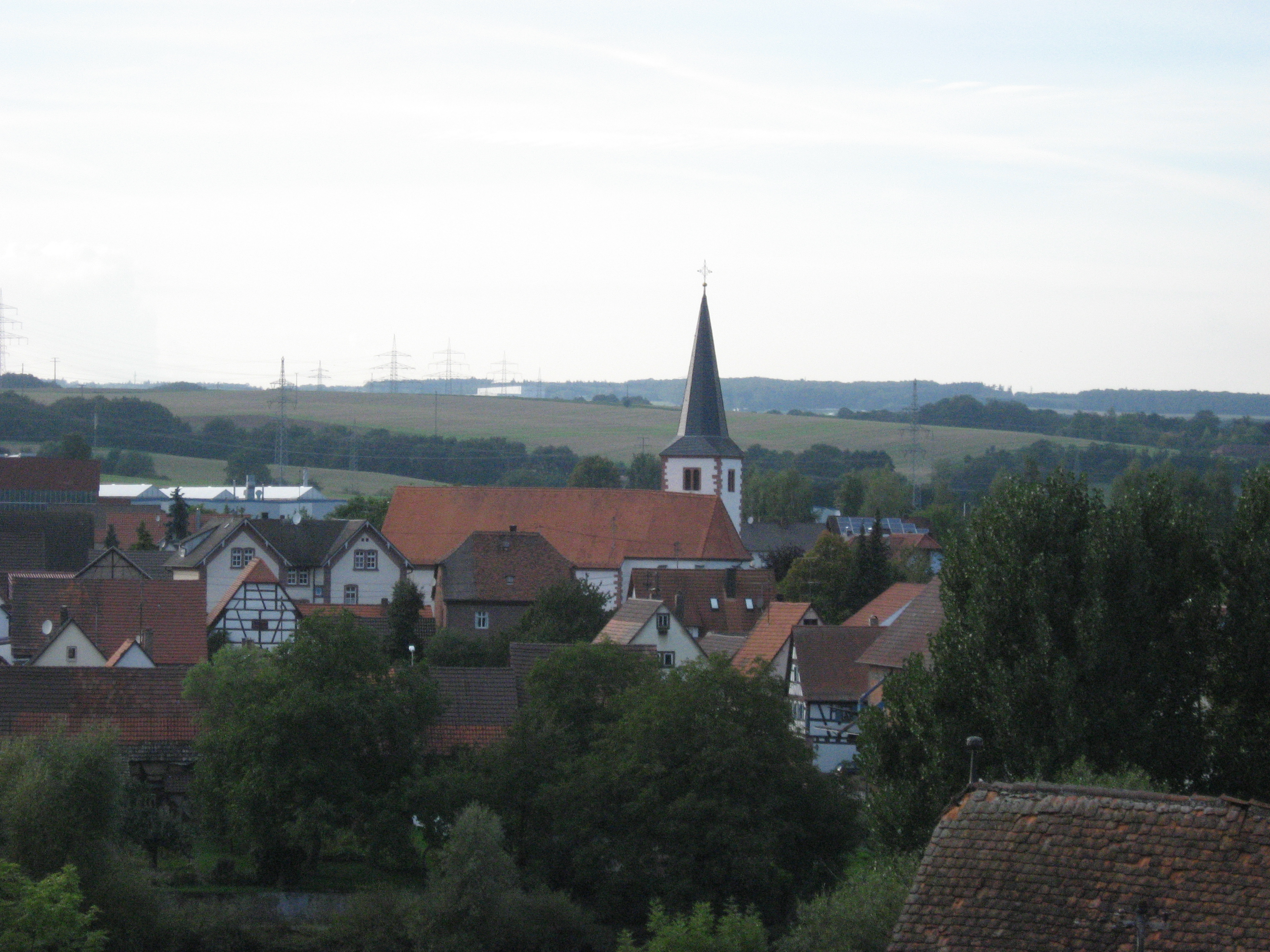
Trennfeld
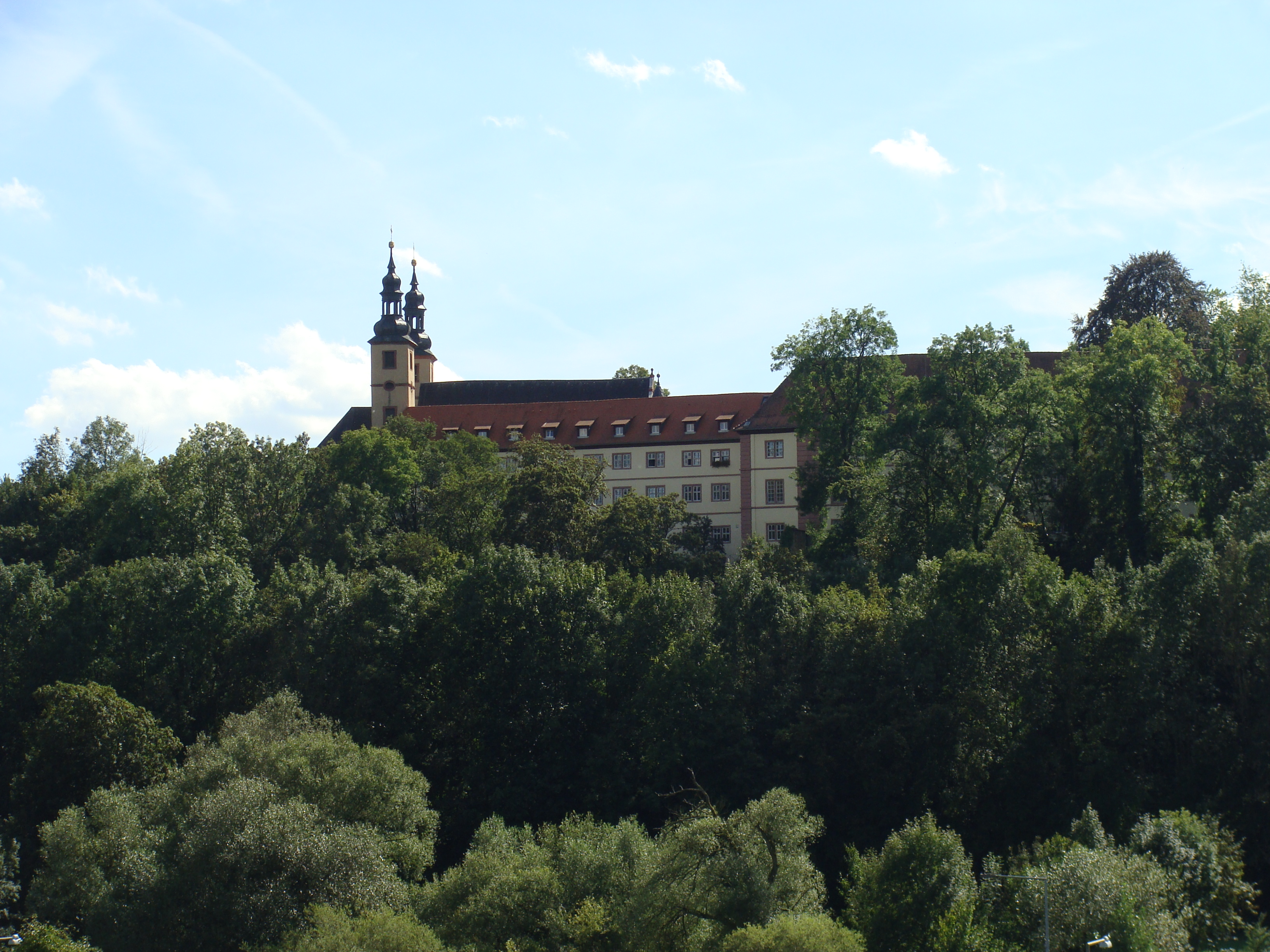
Kloster Triefenstein
  - Kloster Triefenstein

- Homburg am Main
- Lengfurt
- Rettersheim
- Trennfeld
- Kloster Triefenstein

## Aangrenzende gemeenten
| Aangrenzende gemeenten | Aangrenzende gemeenten | Aangrenzende gemeenten | Aangrenzende gemeenten | Aangrenzende gemeenten        |
| ---------------------- | ---------------------- | ---------------------- | ---------------------- | ----------------------------- |
|                        |                        | Marktheidenfeld        |                        | Erlenbach bei Marktheidenfeld |
|                        |                        |                        |                        |                               |
| Kreuzwertheim          | Remlingen              |                        |                        |                               |
|                        |                        |                        |                        |                               |
|                        |                        | Wertheim am Main       |                        | Holzkirchen                   |

## Burgemeester
Burgemeester is sinds 1 mei 2020 Kerstin Deckenbrock (Aus Vier mach Wir).

## Partner
- Vassy

## Geschiedenis
De gemeente ontstond op 1 mei 1978 door de fusie van de gemeenten Homburg am Main, Lengfurt, Rettersheim en  Trennfeld.
Arnstein ·
Aura im Sinngrund ·
Birkenfeld ·
Bischbrunn ·
Burgsinn ·
Erlenbach bei Marktheidenfeld ·
Esselbach ·
Eußenheim ·
Fellen ·
Frammersbach ·
Gemünden am Main ·
Gössenheim ·
Gräfendorf ·
Hafenlohr ·
Hasloch ·
Himmelstadt ·
Karbach ·
Karlstadt ·
Karsbach ·
Kreuzwertheim ·
Lohr am Main ·
Marktheidenfeld ·
Mittelsinn ·
Neuendorf ·
Neuhütten ·
Neustadt am Main ·
Obersinn ·
Partenstein ·
Rechtenbach ·
Retzstadt ·
Rieneck ·
Roden ·
Rothenfels ·
Schollbrunn ·
Steinfeld ·
Thüngen ·
Triefenstein ·
Urspringen ·
Wiesthal ·
Zellingen